# Nummularia gigas
Nummularia gigas är en svampart som beskrevs av W. Phillips & Plowr. 1880. Nummularia gigas ingår i släktet Nummularia och familjen kolkärnsvampar.   Inga underarter finns listade i Catalogue of Life.